# Liste der denkmalgeschützten Objekte in Hinterbrühl
Die Liste der denkmalgeschützten Objekte in Hinterbrühl enthält die 28 denkmalgeschützten, unbeweglichen Objekte der Gemeinde Hinterbrühl.

## Denkmäler
| Foto |                 | Denkmal                                                                                         | Standort                                                  | Beschreibung | Metadaten |
| ---- | --------------- | ----------------------------------------------------------------------------------------------- | --------------------------------------------------------- | --- | --- |
| ja   | Datei hochladen | Wetterhäuschen HERIS-ID: 69950 Objekt-ID: 83047                                                 | gegenüber Beethovengasse 4 Standort KG: Hinterbrühl       | Gusseisernes Wetterhäuschen von 1907 mit gemauertem Sockel. Darin befinden sich originale Messinstrumente aus der Errichtungszeit. | BDA-Hist.: Q38123587 Status: § 2a Stand der BDA-Liste: 2025-06-30 Name: Wetterhäuschen GstNr.: 28/3 Weather station in Hinterbrühl                                               |
| ja   | Datei hochladen | Beethoven-Gedenkstein HERIS-ID: 69951 Objekt-ID: 83048                                          | gegenüber Beethovengasse 6 Standort KG: Hinterbrühl       | 1928 errichteter Gedenkstein, entworfen von Michael Powolny | BDA-Hist.: Q38123597 Status: § 2a Stand der BDA-Liste: 2025-06-30 Name: Beethoven-Gedenkstein GstNr.: 28/3 Beethovendenkmal Hinterbrühl                                          |
| ja   | Datei hochladen | Persönlichkeitsdenkmal Kaiser Franz Joseph I. HERIS-ID: 69952 Objekt-ID: 83049                  | gegenüber Beethovengasse 6 Standort KG: Hinterbrühl       | Büste mit Bezeichnung (Viktor Oskar) Tilgner auf Postament aus dem Jahr 1908 | BDA-Hist.: Q38123608 Status: § 2a Stand der BDA-Liste: 2025-06-30 Name: Persönlichkeitsdenkmal Kaiser Franz Joseph I. GstNr.: 28/3                                               |
| ja   | Datei hochladen | Flur-/Wegkapelle HERIS-ID: 69961 Objekt-ID: 83059                                               | bei Kröpfelsteigstraße 19 Standort KG: Hinterbrühl        | Schlichter Rechteckbau mit Spitzbogenportal und Steinkreuz auf dem Satteldach | BDA-Hist.: Q38123636 Status: § 2a Stand der BDA-Liste: 2025-06-30 Name: Flur-/Wegkapelle GstNr.: .327                                                                            |
| ja   | Datei hochladen | Direktionsgebäude der Hauptschule/ehem. Villa HERIS-ID: 69935 Objekt-ID: 83031                  | Gaadner Straße 36a Standort KG: Hinterbrühl               | Die späthistoristische Großvilla wurde 1904 von Ludwig Schöne inmitten eines Parks erbaut. Das Gebäude wurde von Hans Jaksch im Zuge der NS-Zeit zu einem NSV Mütterheim umgebaut. Seit 1957 ist sie Teil der IMS Hinterbrühl. | BDA-Hist.: Q38123567 Status: § 2a Stand der BDA-Liste: 2025-06-30 Name: Direktionsgebäude der Hauptschule/ehem. Villa GstNr.: 110/11 Direktionsgebäude der IMS Hinterbrühl       |
| ja   | Datei hochladen | Bildstock HERIS-ID: 69933 Objekt-ID: 83028                                                      | gegenüber Gaadner Straße 83 Standort KG: Hinterbrühl      | Tabernakelbildstock aus der Mitte des 17. Jahrhunderts | BDA-Hist.: Q38123551 Status: § 2a Stand der BDA-Liste: 2025-06-30 Name: Bildstock GstNr.: 80/28 Bildstock Hinterbrühl, Gaadnerstraße                                             |
| ja   | Datei hochladen | Villa Friedmann HERIS-ID: 43847 Objekt-ID: 44532                                                | Hauptstraße 27 Standort KG: Hinterbrühl                   | Der ursprüngliche Entwurf zur secessionistischen Großvilla des Parlamentariers und Unternehmers Max Friedmann stammt von Ludwig Schöne, dieser wurde 1899 während des Baus von Joseph Maria Olbrich verändert. In der Besatzungszeit war eine sowjetische Motorradstaffel einquartiert. Nachdem sie danach devastiert und des Mobiliars beraubt war, wurde bereits ein Abriss ins Auge gefasst. Durch den heutigen Hausbesitzer wurde ab 1990 begonnen, das Haus stilgerecht zu restaurieren. | BDA-Hist.: Q38005184 Status: Bescheid Stand der BDA-Liste: 2025-06-30 Name: Villa Friedmann GstNr.: .426, .427 Villa Friedmann (Hinterbrühl)                                     |
| ja   | Datei hochladen | Gemeindeamt / ehemalige Villa Regenhart mit Umfriedung HERIS-ID: 49896 Objekt-ID: 54215         | Hauptstraße 29a Standort KG: Hinterbrühl                  | Der zweigeschoßige Bau mit Walmdach wurde Mitte des 19. Jahrhunderts im Stil des romantischen Historismus erbaut und im 20. Jahrhundert mehrfach verändert. | BDA-Hist.: Q38036838 Status: § 2a Stand der BDA-Liste: 2025-06-30 Name: Gemeindeamt / ehemalige Villa Regenhart mit Umfriedung GstNr.: 188 Town hall Hinterbrühl                 |
| ja   | Datei hochladen | Altes Feuerlösch-Requisitendepot HERIS-ID: 49893 Objekt-ID: 54211                               | Hauptstraße 47 Standort KG: Hinterbrühl                   | 1877/1878 errichteter eingeschoßiger Bau mit Walmdach. Seitlich befindet sich ein Schlauchturm, der teils aus Sichtziegeln und teils aus Holz besteht. An der Außenwand befindet sich die Statue des hl. Florian. | BDA-Hist.: Q38036807 Status: § 2a Stand der BDA-Liste: 2025-06-30 Name: Altes Feuerlösch-Requisitendepot GstNr.: 173/1 Historical fire station in Hinterbrühl                    |
| ja   | Datei hochladen | Relief HERIS-ID: 49894 Objekt-ID: 54212                                                         | Hauptstraße 66 Standort KG: Hinterbrühl                   | Relief des hl. Vitus aus der Mitte des 16. Jahrhunderts an der Musikschule | BDA-Hist.: Q38036818 Status: § 2a Stand der BDA-Liste: 2025-06-30 Name: Relief GstNr.: .35/2 Relief Musikschule Hinterbrühl                                                      |
| ja   | Datei hochladen | Pfarrhof HERIS-ID: 69943 Objekt-ID: 83039                                                       | Hauptstraße 68 Standort KG: Hinterbrühl                   | Historistisches dreigeschoßiges Gebäude mit Christusfigur am Eckrisalit | BDA-Hist.: Q38123578 Status: § 2a Stand der BDA-Liste: 2025-06-30 Name: Pfarrhof GstNr.: 639/4 Pfarrhof (Hinterbrühl)                                                            |
| ja   | Datei hochladen | Kath. Pfarrkirche hl. Johannes der Täufer HERIS-ID: 49895 Objekt-ID: 54213                      | Hauptstraße 70 Standort KG: Hinterbrühl                   | 1831 zum Dank für Österreichs Schonung bei der Cholera neu erbaute spätklassizistische Kirche, 1959/1961 nach Plänen von Erich Boltenstern durch Zubau eines Langhauses verändert. Im Jahr 2010 wurde sie innen renoviert. | BDA-Hist.: Q14793720 Status: § 2a Stand der BDA-Liste: 2025-06-30 Name: Kath. Pfarrkirche hl. Johannes der Täufer GstNr.: .34 Pfarrkirche Hinterbrühl                            |
| ja   | Datei hochladen | KZ-Gedenkstätte Außenlager Mauthausen HERIS-ID: 69967 Objekt-ID: 83065                          | bei Johannesstraße 16a Standort KG: Hinterbrühl           | Gedenkstätte für die in der Seegrotte tätigen Zwangsarbeiter am Standort des 1944 bis 1945 bestehenden Außenlagers des KZ Mauthausen | BDA-Hist.: Q38123656 Status: § 2a Stand der BDA-Liste: 2025-06-30 Name: KZ-Gedenkstätte Außenlager Mauthausen GstNr.: 373/6 Hinterbrühl concentration camp memorial              |
| ja   | Datei hochladen | Ur- und frühgeschichtliche Höhensiedlung HERIS-ID: 88618 Objekt-ID: 103198                      | Schwarzkogel Standort KG: Hinterbrühl                     | Archäologische Ausgrabungsstätte einer Höhensiedlung | BDA-Hist.: Q37726899 Status: Bescheid Stand der BDA-Liste: 2025-06-30 Name: Ur- und frühgeschichtliche Höhensiedlung GstNr.: 956/1                                               |
| ja   | Datei hochladen | Katharinenheim HERIS-ID: 69958 Objekt-ID: 83055                                                 | Wagnerstraße 5 Standort KG: Hinterbrühl                   | Großer Heimatstilbau, 1908 von Adolf Oberländer erbaut. Um 1930 war die Bezeichnung Schweizer Pension. Seit 1937 ist es ein Alten- und Pflegeheim, jedoch seit 2006 wegen geplanter Renovierungs- und Ausbaumaßnahmen nicht in Betrieb. Im Jahr 1961 wurde eine Hauskapelle dazugebaut. Nachdem ein geplanter Zubau wegen Anrainerprotesten nicht möglich war, wurde der Betrieb als Altenheim komplett eingestellt.                                                                          | BDA-Hist.: Q38123619 Status: § 2a Stand der BDA-Liste: 2025-06-30 Name: Katharinenheim GstNr.: 289 Katharinenheim (Hinterbrühl)                                                  |
| ja   | Datei hochladen | Figurenbildstock hl. Johannes Nepomuk HERIS-ID: 59078 Objekt-ID: 70047                          | vor Hauptstraße 70 Standort KG: Hinterbrühl               | Barocke Statue gegenüber der Kirche, 1844 hierher versetzt | BDA-Hist.: Q38085857 Status: § 2a Stand der BDA-Liste: 2025-06-30 Name: Figurenbildstock hl. Johannes Nepomuk GstNr.: 347/1 Nepomukstatue Hinterbrühl                            |
| ja   | Datei hochladen | Friedhof christlich HERIS-ID: 108751 Objekt-ID: 126267                                          | vor Weißes Kreuz-Weg 3 Standort KG: Hinterbrühl           | 1840 angelegter und 1980 erweiterter Friedhof mit Aufbahrungshalle von 1975/78 und einigen bemerkenswerten Grabdenkmälern um 1900 | BDA-Hist.: Q37813389 Status: § 2a Stand der BDA-Liste: 2025-06-30 Name: Friedhof christlich GstNr.: 796 Friedhof Hinterbrühl                                                     |
| ja   | Datei hochladen | Bildstock, sog. Weißes Kreuz HERIS-ID: 108241 Objekt-ID: 125656                                 | Standort KG: Hinterbrühl                                  | 1825 von Fürst Johann I. von und zu Liechtenstein oberhalb des Friedhofes errichtetes Votivkreuz, unter Fürst Johann II. erneuert. | BDA-Hist.: Q37812511 Status: § 2a Stand der BDA-Liste: 2025-06-30 Name: Bildstock, sog. Weißes Kreuz GstNr.: 768/1 Weißes Kreuz (Hinterbrühl)                                    |
| ja   | Datei hochladen | Künstliche Ruine, sog. Römerwand (Spanische Wand) HERIS-ID: 69966 Objekt-ID: 83064              | Waldgasse 9, östlich Standort KG: Hinterbrühl             | Künstliche Ruine auf dem Halterkogel, erbaut vermutlich 1826 von Joseph Kornhäusel unter Johann I. von Liechtenstein. | BDA-Hist.: Q38123646 Status: § 2a Stand der BDA-Liste: 2025-06-30 Name: Künstliche Ruine, sog. Römerwand (Spanische Wand) GstNr.: 633/1 Römerwand, Hinterbrühl                   |
| ja   | Datei hochladen | Schloss Neu-Sparbach, ehem. Johannstein HERIS-ID: 69970seit 2021                                | Sparbach 1 Standort KG: Sparbach                          | Das Schloss wurde um 1810 gebaut, der Park und Tiergarten um das Schloss ist der heutige Naturpark Sparbach. | BDA-Hist.: Q107469771 Status: Bescheid Stand der BDA-Liste: 2025-06-30 Name: Schloss Neu-Sparbach, ehem. Johannstein GstNr.: 320                                                 |
| ja   | Datei hochladen | Burgruine Johannstein HERIS-ID: 59428seit 2021                                                  | bei Sparbach 1 Standort KG: Sparbach                      | Die Ruine einer im 12. Jahrhundert errichteten und im 16. Jahrhundert zerstörten Burg ist im Gegensatz zu den anderen Bauten im Naturpark Sparbach tatsächlich mittelalterlich, wurde aber im frühen 19. Jahrhundert umgestaltet und erhielt da ihren Namen. | BDA-Hist.: Q520105 Status: Bescheid Stand der BDA-Liste: 2025-06-30 Name: Burgruine Johannstein GstNr.: 201/1 Ruine Johannstein                                                  |
| ja   | Datei hochladen | Triumphbogen HERIS-ID: 108174seit 2021                                                          | bei Sparbach 1 Standort KG: Sparbach                      | Der Triumphbogen (auch Dianatempel genannt) ist einer der Staffagebauten, die Johann Josef von Liechtenstein Anfang des 19. Jahrhunderts für den Tiergarten Sparbach errichten ließ. | BDA-Hist.: Q107469564 Status: Bescheid Stand der BDA-Liste: 2025-06-30 Name: Triumphbogen GstNr.: 217 Dianatempel Sparbach                                                       |
| ja   | Datei hochladen | Sog. Köhlerhütte, Heuberger Ruine HERIS-ID: 108176seit 2021                                     | bei Sparbach 1 Standort KG: Sparbach                      | Die Köhlerhausruine ist einer der Staffagebauten, die Johann Josef von Liechtenstein Anfang des 19. Jahrhunderts für den Tiergarten Sparbach errichten ließ. Sie fungiert auch als Aussichtswarte. | BDA-Hist.: Q107469833 Status: Bescheid Stand der BDA-Liste: 2025-06-30 Name: Sog. Köhlerhütte, Heuberger Ruine GstNr.: 223 Köhlerhausruine                                       |
| ja   | Datei hochladen | Sog. Dianaquelle HERIS-ID: 108175seit 2021                                                      | bei Sparbach 1 Standort KG: Sparbach                      | Die Quelle erhielt im frühen 19. Jahrhundert ihre Fassung, die ein Relief der Göttin Diana und eines Hischen zeigt. | BDA-Hist.: Q107470069 Status: Bescheid Stand der BDA-Liste: 2025-06-30 Name: Sog. Dianaquelle GstNr.: 201/1 Dianaquelle Sparbach                                                 |
| ja   | Datei hochladen | Wehrkirchenanlage Filialkirche hl. Nikolaus mit ehem. Friedhof HERIS-ID: 50596 Objekt-ID: 55714 | Sparbach 111 Standort KG: Sparbach                        | Barocke, im Kern mittelalterliche Saalkirche mit Rundapsis und vorgestelltem Westturm, teilweise von frühneuzeitlicher Bruchsteinmauer umgeben. | BDA-Hist.: Q38041080 Status: Bescheid Stand der BDA-Liste: 2025-06-30 Name: Wehrkirchenanlage Filialkirche hl. Nikolaus mit ehem. Friedhof GstNr.: 287, 104, 323 Church Sparbach |
| ja   | Datei hochladen | Hugo-Marx-Villa mit Nebengebäuden HERIS-ID: 13339 Objekt-ID: 9516                               | Gaadner Straße 120 Standort KG: Weißenbach bei Mödling    | Jugendstilvilla, die vom Besitzer der nebenstehenden (auf dem Gemeindegebiet von Gaaden) nicht mehr existierenden Lackfabrik im Jahr 1893 vom Architekten Julius Deininger errichtet wurde. Die Großvilla liegt mit den Nebengebäuden in einem schlossartigen Park. Die Villa ist in Privatbesitz und nicht öffentlich zugängig. | BDA-Hist.: Q38175700 Status: Bescheid Stand der BDA-Liste: 2025-06-30 Name: Hugo Marx-Villa mit Nebengebäuden GstNr.: 342, 343, 243/2 Marx-Villa, Hinterbrühl                    |
| ja   | Datei hochladen | Ortskapelle hl. Leonhard HERIS-ID: 59570 Objekt-ID: 70977                                       | bei Weissenbach 24 Standort KG: Weißenbach bei Mödling    | Kapelle im Ortszentrum, dem heiligen Leonhard geweiht. Sie wurde 1779 erbaut. Der kleine Turm hat eine Glocke und einen Zwiebelturm. Am Altar steht eine Statue des heiligen Leonhard, die von Putti flankiert ist. | BDA-Hist.: Q38087768 Status: § 2a Stand der BDA-Liste: 2025-06-30 Name: Ortskapelle hl. Leonhard GstNr.: 311 Leonardikapelle Weissenbach                                         |
| ja   | Datei hochladen | Posamentierfabrik Gruber und Wohnhaus HERIS-ID: 69959 Objekt-ID: 83056                          | Weissenbach 28 und 47 Standort KG: Weißenbach bei Mödling | 1860 gebaute, später erweiterte Bandweberei und Flechterei (nicht mehr in Betrieb), nebenstehende Jugendstilvilla. Die Fabrik wurde ursprünglich wegen der Wasserkraft des Weissenbaches hier platziert. Der im Jahr 1896 abgebrannte Dachstuhl wurde durch ein weiteres Geschoß ersetzt. Durch die Lage am Hang sind alle drei Geschoße ebenerdig erreichbar. | BDA-Hist.: Q38123627 Status: Bescheid Stand der BDA-Liste: 2025-06-30 Name: Posamentierfabrik Gruber und Wohnhaus GstNr.: 226/1, 97/2 Former Ribbon factory, Weissenbach         |